# Jacques Fornier
Pour les articles homonymes, voir Fornier.
Jacques Fornier est un metteur en scène et comédien français, né le 6 novembre 1926 à Paris 8e et mort le 14 novembre 2020 à Besançon.
Il a fondé le théâtre de Bourgogne et l'a dirigé pendant près de quinze ans. Il a également dirigé pendant un an le Théâtre national de Strasbourg. À Dijon, où se situe depuis 1980 le théâtre Dijon-Bourgogne, une salle de spectacle porte son nom : la salle Jacques-Fornier.

## Biographie
Jacques Fornier commence sa carrière à Paris avant de s'installer à Beaune en Bourgogne. Dans cette ville, il crée la Troupe de Bourgogne en 1956, une troupe de 11 comédiens dont Roland Bertin. À partir de 1959, l'État apporte son soutien à la troupe qui deviendra Centre dramatique national sous le nom de Théâtre de Bourgogne en 1960. En 1971, Jacques Fornier devient directeur du Théâtre national de Strasbourg. Il n'y reste qu'une seule saison.

## Théâtre

### Mise en scène
- 1957 : Le Légataire universel de Jean-François Regnard
- 1958 : Les Deux Ogres de Guillaume Kergourlay
- 1959 : Le Médecin malgré lui de Molière
- 1959 : Le Barbier de Séville de Beaumarchais
- 1960 : Le Mariage forcé de Molière
- 1960 : La Fausse Suivante de Marivaux
- 1960 : Barberine d'Alfred de Musset
- 1960 : La Fontaine aux saints de John Millington Synge
- 1961 : L'Avare de Molière
- 1962 : Jules César de Shakespeare
- 1963 : Édouard et Agrippine de René de Obaldia
- 1964 : La Manivelle de Robert Pinget
- 1967 : La Folle Journée d'Émile Mazaud
- La Mort joyeuse de Nicolas Evreïnoff
- L'Ours d'Anton Tchekhov
- Feu la mère de Madame de Georges Feydeau
- Soledad de Colette Audry
- Huis clos de Jean-Paul Sartre
- Les Fourberies de Scapin de Molière
- La Mandragore de Nicolas Machiavel
- On ne badine pas avec l'amour d'Alfred de Musset
- Le Déluge d'Ugo Betti
- Créanciers d'August Strindberg
- Turcaret d'Alain-René Lesage
- 2011 : Phèdre~Epilogue (pièce de théâtre) de Racine adaptée par Laurence Boyenval

### Acteur
- 1997 : La Tragédie du roi Christophe d'Aimé Césaire (mise en scène Jacques Nichet)
- 1998-1999 : Aberrations du documentaliste, écrit et mis en scène par Ezéchiel Garcia‐Romeu et François Tomsu, tournée et Festival d'Avignon
- 1999 : La Porte d'harmonie de Frédérique Gagnol (mise en scène Sylvain Marmorat)
- 2001-2003 : Phèdre et Hippolyte de Jean Racine (mise en scène Sylvain Marmorat)
- 2003 : Micromégas de Voltaire (mise en scène Ezéquiel Garcia-Romeu)
- 2006 : Aberrations du documentaliste, écrit et mis en scène par Ezéchiel Garcia‐Romeu et François Tomsu, Théâtre des Célestins
- 2007 : La Confrérie des farceurs (mise en scène Jean-Louis Hourdin et François Chattot pour le Théâtre Dijon-Bourgogne)
- 2008 : Britannicus de Jean Racine (mise en scène Sylvain Marmorat)
- 2009 : Aberrations du documentaliste, écrit et mis en scène par Ezéchiel Garcia‐Romeu et François Tomsu, tournée

## Filmographie

### Cinéma
- 2011 : Je suis un no man's land de Thierry Jousse : Émile

### Télévision
- 2012 : Kir, la légende et son double

## Distinctions

### Décorations
- Commandeur de l'ordre des Arts et des Lettres Il est fait commandeur lors de la promotion du 19 février 1993[2].